# Liste der Einträge im National Register of Historic Places im Sedgwick County (Colorado)

Lage des Sedgwick Countys in Colorado

Die Liste der Einträge im National Register of Historic Places im Sedgwick County in Colorado führt die Bauwerke und historischen Stätten im Sedgwick County auf, die in das National Register of Historic Places aufgenommen wurden.

## Legende
| NRHP | Historic Place             |
| HD   | Historic District          |
| NHL  | National Historic Landmark |

| [ 2 ] | Name                                   | Bild                                   | Eintragsdatum                 | Lage                                        | Ort       | Beschreibung |
| ----- | -------------------------------------- | -------------------------------------- | ----------------------------- | ------------------------------------------- | --------- | ------------ |
| 1     | Sedgwick County Courthouse             | Sedgwick County Courthouse             | 24. Apr. 2007 ID-Nr. 07000345 | 315 Cedar St. 40° 59′ 18″ N, 102° 15′ 52″ W | Julesburg |              |
| 2     | Union Pacific Railroad Julesburg Depot | Union Pacific Railroad Julesburg Depot | 11. Feb. 2004 ID-Nr. 04000019 | 210 W. 1st St. 40° 59′ 8″ N, 102° 15′ 48″ W | Julesburg |              |